# Праздник Навасарда
1 (это день назывался арег) Навасарда совпадает с 11 августа.
Первый день каждого месяца именовались Арег — Солнце
Навасард (арм. Նավասարդ) — первый месяц древнеармянского календаря. Навасард имел 30 дней, начинался 11 августа и заканчивался 9 сентября. В древнем календаре армян год состоял из 12 месяцев по 30 дней и дополнительного, 13-го месяца — в 5 дней: Навасард, Ори, Сахми, Тре, Кахоц, Арац, Мегекан, Арег, Агекан, Марери, Маргац, Хротиц, Авельяц. Кроме месяцев, названия имели и каждый день месяца. После принятия христианства древнеармянский календарь в Армении вышел из употребления и постепенно был забыт.
В наши дни этот праздник отмечают не так массово как Вардавар. Издревле Навасард («нав» — новый, «сард» — год) отмечался всенародно: его праздновали все: от представителей царской семьи до крестьян. Для древних армян это был один из любимейших праздников — начало нового года и новой жизни, сопровождаемое народными гуляниями и играми на протяжении недели. Навасард праздновался в честь победы Айка над Бэлом в 2492 году до н. э. Согласно древней легенде, Айк Ахехнавор (Айк-Лучник), Айк Наапет (родоначальник армянского народа, основатель царской династии Айказуни), победил в сражении войска ассирийского тирана Бэла и основал будущее армянское государство.
Айка провозгласили верховным жрецом и царем, и он правил 18 областями Армении.
Праздник отмечали с 2492 года до н. э. вплоть до начала XVIII века, когда по указу католикоса Симеона Ереванци 1 января стали официально считать началом Нового года. Говорят, в день празднества боги спускались на землю, купались в священной реке Арацани и наблюдали за празднеством с заснеженных гор. Чтобы праздник прошел благополучно, люди должны были угодить богам, а именно, принести в жертву кровь рогатого скота, зерна пшеницы, проводились разные обряды и ритуалы. Праздник Навасард длился неделю и посвящен семи армянским языческим богам: Арамазду — верховному армянскому богу, Анаит — верховной богине, Астхик — богине воды, Нане — богине войны и мудрости, Ваагну — богу войны, охоты, огня и молнии, Михру — богу солнца, небесного света и справедливости и Тиру — богу письменности, мудрости, знаний, защитнику наук и искусства.
Навасард был праздником новой жизни. Его праздновали на склонах высоких гор и в языческих храмах. Люди верили, что встретятся с Богами и получат от них благословение.
В Навасард, на стол подавали различные национальные блюда, сухофрукты и овощи, хлеб, выпеченный из крупной пшеницы в тонире, вино и сладкий мед.
На Навасард в зависимости от климатических особенностей регионов Армении подавали разные блюда. Одинаково лишь соблюдалось правило обильного стола во главе с хлебом года «тареhац» (тари — год, hац — хлеб) и каши из злаков. Кто готовил «арису» из белой пшеницы — дзавар, кто «корткот» из пшеничной крупы, а кто «ачар» из твердой цельной продолговатой пшеницы. Секрет вкуса этих блюд кв томлении мяса и приготовлении блюда в тонире без перемешивания, чтобы год не начался вперемешку с неурядицами. Люди должны были угодить богам, чтобы праздник прошел благополучно, поэтому они приносили им в жертву первые плоды урожая, кровь домашних животных, а также проводили другие обряды и ритуалы. На стол обязательно подавалась круглая пшеница. На столе должен был быть хлеб, испеченный из этой пшеницы, чтобы боги сделали новый год плодородным. Кстати, в Навасард нельзя было брать в долг хлеб, поэтому всегда старались на праздник положить хлеб, испеченный из пшеницы, выращенной своими руками.
Кроме того, на столе обязательно должна была быть приправа «нгацахик». Есть древняя поговорка: «Без вина придет новый год, без нгацахика — запоздает». Нгацахик или ошиндр был популярной приправой, и обязательно присутствовал на новогоднем столе. На русском это растение называется полынь.
Полынь горькая используется как в свежем, так и в сушеном виде. Идеально подходит к жирным блюдам, потому что помимо улучшения аромата, горькая полынь помогает организму лучше усваивать пищу. Полынь добавляют и в разные напитки. Традиция добавлять в новогодние блюда сушеный нгацахик также была символом национального единения. С буквы «Н», начальной в слове «нгацахик», пошел обычай включать в новогодние навасардовские блюда и другие продукты, начинающиеся с этой буквы — нур (гранат) и нуш (миндаль).
Сегодня из языческих армянских храмов сохранился только Гарни, куда и по сей день местные жители и горожане едут праздновать Навасард. Обычно после застолья начинаются национальные танцы и песни.нающиеся с этой буквы — нур (гранат) и нуш (миндаль).
Надо отметить, что Армянская Апостольская Церковь этот праздник не признает и официально его не отмечают.
С 2008 года в Армении началось более широкое празднование праздника Навасард — уже на государственном уровне. Так, в 2009 году парламент Армении постановил об официальном празднике — Дне национальной идентичности, который отмечается в день славной победы прародителя армян — Айка Патриарха.
https://www.facebook.com/Armeniancuisinetoday/